# Meksička mliječna zmija
Meksička mliječna zmija (Lampropeltis triangulum annulata) je vrsta mliječne zmije koja nastanjuje sjeveroistok Meksika (savezne države Coahuila, Tamaulipas i Nuevo Leon), ali se isto tako može naći i nešto sjevernije, u SAD-u (jugozapadni Teksas).

## Fizičke karakteristike
Meksička mliječna zmija ima upečatljive crne, crvene i žućkaste (krem) pruge te izrazito podsjeća na neke vrste koraljnih zmija za koje je poznato da su vrlo otrovne. Ovakava obojenost zapravo je klasičan primjer Batesove mimikrije pri čemu potpuno bezopasna vrsta svojim izgledom oponaša neku znatno opasniju te time šalje upozorenje potencijalnom predatoru. Žućkaste pruge na zmiji, ovisno o podneblju mogu biti slabijeg ili jačeg intenziteta, a ponekad mogu biti i narančaste. Meksička mliječna zmija u prosjeku naraste do 76 cm.

## Ponašanje
Ova vrsta mliječne zmije je pretežno nokturnalna (aktivna noću) i poznato je da se tijekom velikih dnevnih vrućina skriva u zaklon. Najveća aktivnost meksičke mliječne zmije odvija se tijekom hladnijih razdoblja proljeća i jeseni. Pretežno se hrani glodavcima, gušterima, žabama, a ponekad i drugim zmijama. Najviše preferira semi-aridna područja s pjeskovitim tipom tla.

## Razmnožavanje
Razmnožavanje se odvija tijekom perioda proljetnih kiša, a ženka nakon otprilike 50 dana polaže od 4 do 10 jaja koja prije izlijeganja mladunaca prolaze kroz period inkubacije koji traje oko 55 do 6o dana. Mladunci su u vrijeme izlijeganja dugački 15 do 17 centimetara.

## Zatočeništvo
Meksička mliječna zmija pogodna je za držanje u zatočeništvu, a njezina veličina, narav i neobična boja čine ju vrlo atraktivnim izborom za kućnog ljubimca. Vrlo su mirne i nisu sklone ugrizima. Također se vrlo dobro razmnožavaju u zatočeništvu.